# Integrity (film)
Pour plus de détails, voir Fiche technique et Distribution.
Integrity (廉政風雲 煙幕, Lian zheng feng yun, litt. « Intégrité, écran de fumée ») est un thriller hongkongais écrit et réalisé par Alan Mak en 2019. Il raconte l'histoire d'agents de la Commission indépendante contre la corruption luttant contre la contrebande de cigarettes et est le premier volet d'une trilogie annoncée,.
Tourné en cantonais (la langue de Hong Kong) et dôté d'un budget de 100 millions $HK, il sort le 5 février 2019, le jour du Nouvel An chinois.

## Synopsis
La Commission indépendante contre la corruption enquête sur une affaire de malversation active depuis de nombreuses années. Cependant, le procès est retardé d'une semaine en raison de la fuite de l'accusé Chen Chaoqun et de l'absence du seul témoin, Xu Zhiyao. Afin de pouvoir réexaminer l'affaire, la commission lance une opération à grande échelle.

## Fiche technique
- Titre original : 廉政風雲 煙幕
- Titre international : Integrity
- Réalisation : Alan Mak
- Scénario : Alan Mak
- Montage : Cheung Ka-fai (en)
- Production : Felix Chong et Ronald Wong
- Société de production : Emperor Motion Pictures (en) et Stellar Mega Films
- Société de distribution : Emperor Motion Pictures (en) et UA Films
- Pays d’origine :  Hong Kong
- Langue originale : cantonais
- Format : couleur
- Genres : Thriller
- Durée : 114 minutes
- Date de sortie :
  - Hong Kong, Chine et Taïwan : 5 février 2019

## Distribution
- Lau Ching-wan : Chan King-chi, un agent de la Commission indépendante contre la corruption
- Nick Cheung : Hui Chik-yiu, un témoin important de contrebande de cigarettes, ami d'enfance de Chan King-chi
- Karena Lam : Kong Suet-yee, agent et experte en négociation de la Commission, ex-femme de Chan King-chi
- Anita Yuen (guest) : un officier des douanes corrompu
- Alex Fong (en) (guest) : chef de la Commission, supérieur de Chan King-chi et Kong Suet-yee
- Deep Ng (en) (guest)
- Carlos Chan : Gary : agent de la Commission, subordonné de Chan King-chi
- Kathy Yuen (en) : agent de la Commission, subordonnée de Chan King-chi
- Hugo Ng : avocat de la défense
- Charlene Chang

## Production

### Développement
Le projet est annoncé pour la première fois en décembre 2017, avec Alan Mak à l'écriture et la réalisation, Felix Chong, son fidèle collaborateur, à la production, et les acteurs Lau Ching-wan, Nick Cheung et Karena Lam. Lau interprétera un agent de la Commission indépendante contre la corruption, Cheung un veuf ayant perdu perdu sa fille, et Lam l'ex-femme de Lau.
Le 19 mars 2018, le film est promu au Hong Kong Filmart, en présence du réalisateur/scénariste Mak, des producteurs Chong et Ronald Wong et des membres de la distribution, Lau, Cheung, Lam, Michelle Wai (en) et Kathy Yuen. Mak y annonce avoir développé plusieurs histoires pour le film et que Integrity serait le premier volet d'une future trilogie,.

### Tournage
Le tournage principal débute en avril 2018. Le 11 avril, une scène importante est tournée dans un restaurant de Central dans laquelle Lau se confronte à Anita Yuen qui joue un agent des douanes corrompu. Le 24 avril, le tournage a lieu en intérieur où Lau, Cheung, Alex Fong (en), Carlos Chan et Kathy Yuen (en) sont présents, tandis qu'Albert Yeung, président de la Emperor Motion Pictures (en), est également sur place. Lau a également révélé que le réalisateur Mak l'a aidé à préparer son rôle d'agent de la Commission en lui fournissant des informations de recherche et en le présentant à des anciens agents. La production du film prend officiellement fin le 24 juillet 2018 avec une cérémonie de clôture en présence des acteurs et de l'équipe. À part à Hong Kong, le tournage a également lieu en Australie,.

## Sortie
Lors de sa première semaine d'exploitation en Chine, Integrity récolte 13,6 millions $ (8e place du box-office chinois de 2019), très loin derrière le 1er, The Wandering Earth, et ses 287 millions $ de recettes. Tout cela dans un contexte de concurrence extrême en Chine pour le Nouvel An chinois qui voit la sortie le même jour de 8 films importants.